# Mons Moro
Il Mons Moro è una struttura geologica della superficie della Luna.